# Five Nights at Freddy's: Help Wanted
Five Nights at Freddy's: Help Wanted is een survival-horrorspel dat gebruikmaakt van virtual reality, ontwikkeld door Steel Wool Studios en uitgebracht in 2019 door ScottGames en Lionsgate Games.
Het is de achtste game van de computerspelserie Five Nights at Freddy's en speelt zich chronologisch af na de gebeurtenissen van de zesde game Freddy Fazbear's Pizzeria Simulator.